# Deodápolis
Deodápolis es un municipio brasileño ubicado en el centro sur del estado de Mato Grosso do Sul, fue fundado el 13 de mayo de 1976.
Situado a una altitud de 418 m s. n. m., su población según los datos del IBGE es de 11.600 habitantes, la superficie es de 831 km².
Dista de 280 km de la capital estatal Campo Grande.